# Fryken
Der Fryken oder Fryken-See ist ein See im Värmland in Schweden. Der schmale, langgezogene See erstreckt sich in Nord-Süd-Richtung und besteht aus drei miteinander verbundenen Seen: Dem Oberen Fryken, dem Mittleren Fryken und dem Unteren Fryken. Der Obere und der Mittlere Fryken werden durch einen Sund verbunden, der dem Ort Sunne den Namen gab. Der Mittlere und der Untere Fryken werden durch den Nilsbysund miteinander verbunden.

## Oberer Fryken
Am oberen Ende des oberen Fryken (schwedisch: Övre Fryken) liegt Torsby. Die Kirchengemeinde des Ortes heißt allerdings Fryksände; diesen Namen findet man anstelle von Torsby häufig auf älteren Karten. Der am östlichen Ufer einmündende Fluss Ljusnan verbindet den oberen Fryken mit den Seen Hänsjö, Nedre- und Övre Brocken und Aspsjö. Auf gleicher Höhe wie der Berg Tossebergsklätten am westlichen Ufer liegt Storö, die größte Insel des Sees. Auf dem Herrenhof Björkefors am östlichen Ufer etwa in Höhe von Edsbjörke lebte bis zu seinem Tod der Fußballtrainer Sven-Göran Eriksson. Der Sunnesund, der den oberen und den mittleren Fryken verbindet und im Zentrum des Ortes Sunne liegt, wird von einer Fußgängerbrücke sowie zwei ursprünglich drehbaren Brücken überspannt, von denen die eine dem Auto-, die andere dem Eisenbahnverkehr dient.
Der Övre Fryken hat eine Fläche von 41,5 km² und liegt auf einer Höhe von 62 m.

## Mittlerer Fryken

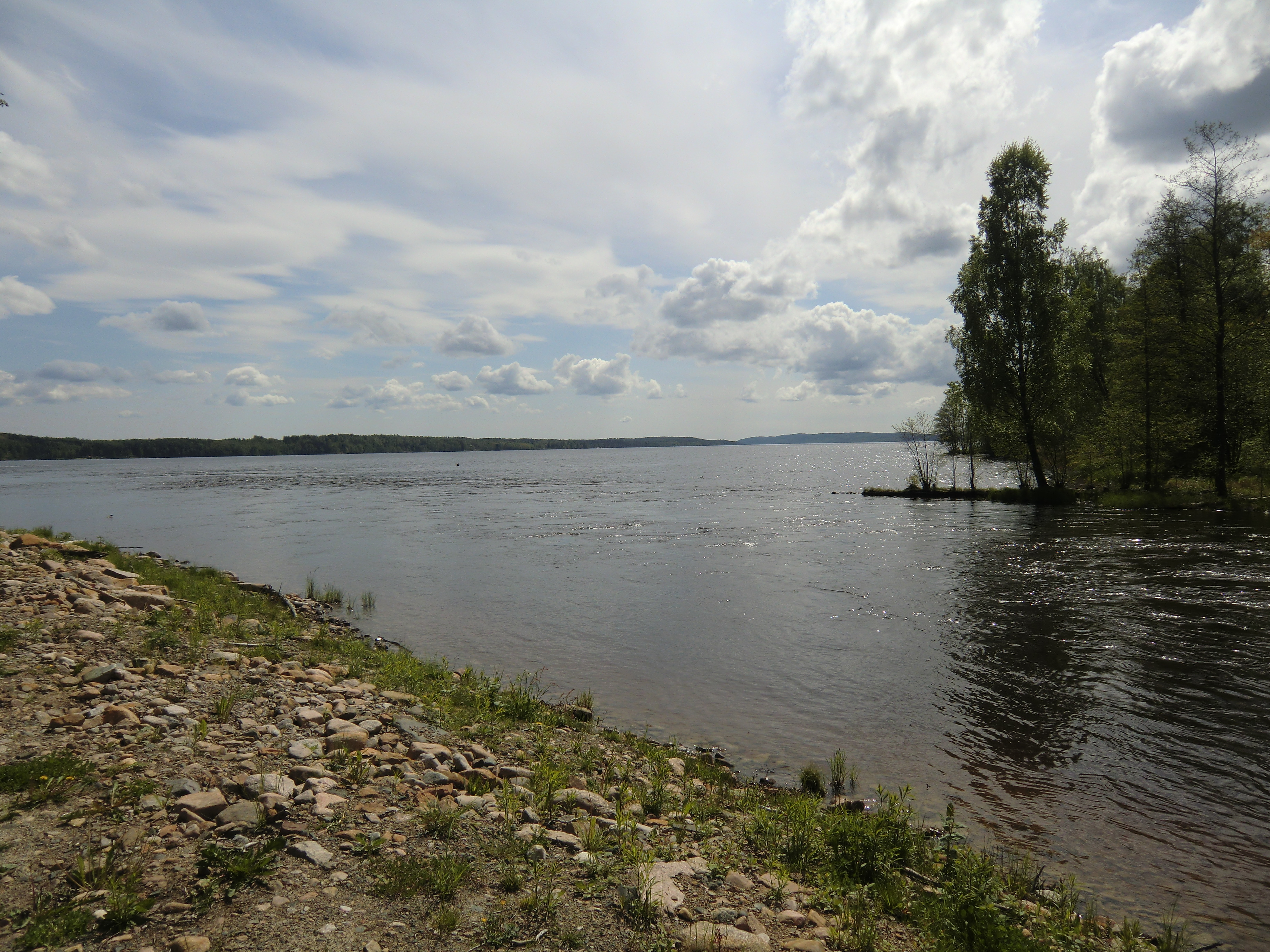
Mittlerer Fryken und Mündung des Rottnan

Am westlichen Ufer liegt südlich von Sunne der Herrenhof Rottneros in einem Skulpturenpark. In einer alten Scheune des Gutes sind ein Automobilmuseum sowie ein in den Sommermonaten bespieltes Theater untergebracht. Der mittlere Fryken (schwedisch: Mellan-Fryken) trennt Västra- und Östra Ämtervik. In der früheren Gemeinde Östra Ämtervik, heute ein Teil der Gemeinde Sunne, wurde die Schriftstellerin Selma Lagerlöf geboren. Ihr Hof Mårbacka ist heute ein Museum. Beigesetzt ist sie auf dem Friedhof von Östra Ämtervik. Die größte Insel im mittleren Fryken heißt Malö.
Der Mellan-Fryken hat eine Fläche von 46,7 km² und liegt auf 62 m Höhe.

## Unterer Fryken
Der Nilsbysund wird ebenfalls von einer Straßenbrücke überspannt. Am unteren Ende des unteren Fryken (schwedisch Nedre Fryken) liegt die Ortschaft Fryksta. Der Fluss Norsälv verbindet die drei Frykenseen mit dem Vänern.
Die Fläche des Nedre Fryken liegt bei 12,5 km² und liegt bei 62 m Höhe.

## Gösta Berling

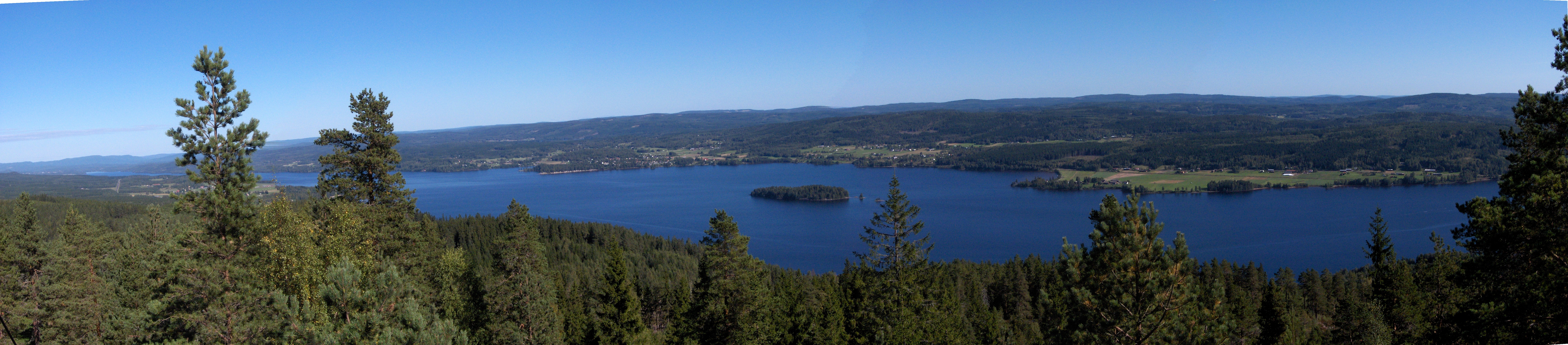
Oberer Fryken nördlich von Sunne

Die Landschaft um den Fryken ist der Schauplatz von Selma Lagerlöfs berühmtem Roman Gösta Berling. In dem 1891 erschienenen Roman nennt Selma Lagerlöf den Fryken Löven (in manchen Ausgaben Löfven). Das Herrenhaus Rottneros ist Vorbild für Ekeby, dem Hauptschauplatz des Romans. In der schwedischen Ausgabe der Gösta Berlings saga findet sich eine Übersichtskarte über den Fryken mit den im Roman verwendeten Ortsbezeichnungen. In Gösta Berling findet sich auch die mit ihrer durchgängigen Personifikation des Sees wohl eindrucksvollste Beschreibung des Fryken:
„Die Quellen des Sees liegen ganz oben im Norden, und dort ist ein herrliches Land für einen See. Der Wald und die Berge sammeln unaufhörlich Wasser für ihn. Ströme und Bäche ergießen sich das ganze Jahr hindurch in sein Becken. Er kann sich auf feinem, weißem Sand ausstrecken, Landzungen und kleine Inseln widerspiegeln und beschauen, der Neck und die Nixe können sich da fröhlich tummeln, und er wird in kurzer Zeit schön und groß. Dort oben im Norden ist er froh und heiter; man sehe ihn nur an einem Sommermorgen noch schlaftrunken unter seinen Nebelschleiern liegen, da sieht man gleich, wie er fröhlich ist. Erst spielte er eine Weile Verstecken, dann schlüpft er leise heraus aus der leichten Umhüllung und zeigt sich so zauberhaft schön, daß man ihn kaum wiedererkennt; aber dann wirft er wie mit einem Ruck die ganze Decke zurück und liegt nun frei und offen glänzend, vom rosigen Morgenlicht umflossen.“
„Aber mit diesem neckischen Spiel ist der See noch nicht zufrieden; er schnürt sich zu einem schmalen Sunde zusammen, zwängt sich durch einige im Süden liegende Sandhügel hindurch und sucht sich ein neues Reich. Er findet es auch, wird größer und kräftiger, füllt bodenlose Tiefen aus und verschönt eine fruchtbare Landschaft. Aber nun werden auch seine Wasser dunkler, die Ufer einförmiger, schärfere Winde sausen daher, der ganze Charakter wird strenger. Nun ist er ein stattlicher, prächtiger See. Viele Schiffe und Flöße durchschneiden seine Fluten, spät erst, ja, selten vor Weihnachten, hat er Zeit, unter Eis und Schnee seine Winterruhe zu halten. Oft ist er auch schlechter Laune, schäumt vor Wut und stürzt Segelboote um, manchmal liegt er aber auch in träumerischer Ruhe und spiegelt den Himmel wider.“
„Doch er will noch weiter hinaus in die Welt, der See, obgleich die Berge immer steiler, der Raum immer enger wird, je weiter er nach Süden kommt, so daß er noch einmal als ein schmaler Sund zwischen hohen Ufern hindurchschlüpfen muß. Dann breitet er sich zum drittenmal aus, aber nicht mehr mit derselben Schönheit und dem früheren Umfang.“
„Die Ufer werden flacher und einförmig, mildere Winde wehen, der See legt sich zeitig unter der Eisdecke zur Ruhe. Noch immer ist er schön, aber er hat den Jugendübermut und die Manneskraft eingebüßt, er ist ein See wie andere auch. Mit ausgestreckten Armen sucht er tastend den Weg zum Wenern, und wenn er ihn gefunden hat, stürzt er in Altersschwäche einen steilen Abhang hinunter geht mit einem donnernden Getöse zu seiner Ruhe ein.“

## Sonstiges

### S/S Freja af Fryken
Die S/S Freja af Fryken ist ein auf dem Fryken verkehrendes Dampfschiff. Das Schiff wurde 1868 als das dritte von drei baugleichen Schiffen ursprünglich für den Ölandverkehr gebaut und unter dem Namen Kalmarsund Nr. 3 eingesetzt. 1887 wurde das Schiff an den Reeder Nils Persson aus Lysvik verkauft und in der Folge auf der Strecke Fryksta–Torsby auf dem Fryken eingesetzt. Das Schwesterschiff Kalmarsund Nr. 1 wurde unter dem Namen Victoria von einer anderen konkurrierenden Reederei ebenfalls auf dem Fryken eingesetzt. Am 23. Juli 1896 wurde die Freja auf der Höhe von Bössviken von einer Gewitterböe erfasst, kenterte und sank. Elf Personen kamen beim Untergang ums Leben, nur sechs konnten sich ans Ufer retten. Erst 1976 wurde das Wrack von Tauchern in 52 Metern Tiefe geortet. Am 23. Juli 1994, dem 98. Jahrestag des Untergangs, wurde die Freja gehoben. Nach der Restaurierung wird sie nun im Touristenverkehr hauptsächlich von Sunne, aber auch von Fryksta und Torsby aus eingesetzt.

### Fryksdalsbanan
Zwischen Kil und Torsby verläuft – auf weiten Strecken direkt am Seeufer – die Bahnstrecke Kil–Torsby (schwedisch: Frykdalsbanan oder auch Fryksdalsbanan), die als eine der  schönsten Eisenbahnlinien Schwedens gilt. Neben der landschaftlich reizvollen Streckenführung ist sie besonders für ihre von Yngve Rasmussen gebauten Stationsgebäude bekannt.

### Astrid Lindgren
Während einer Bahnfahrt von Torsby nach Sunne an einem Wintertag 1972 regte die eindrucksvolle Morgendämmerung über dem Fryken Astrid Lindgren zum Schreiben des Buches Die Brüder Löwenherz an.